# 왕준호
왕준호(1991년 7월 7일 ~ )은 대한민국의 아나운서이다.

## 경력
- 2022년 연합뉴스TV 아나운서
- 2022년 TJB 대전방송 아나운서
- 2020년 국악방송 라디오 DJ

## 과거 진행 프로그램
- TJB 뉴스(오후)
- 네트워크 현장! 고향이 보인다
- 펫트라슈